# Little America

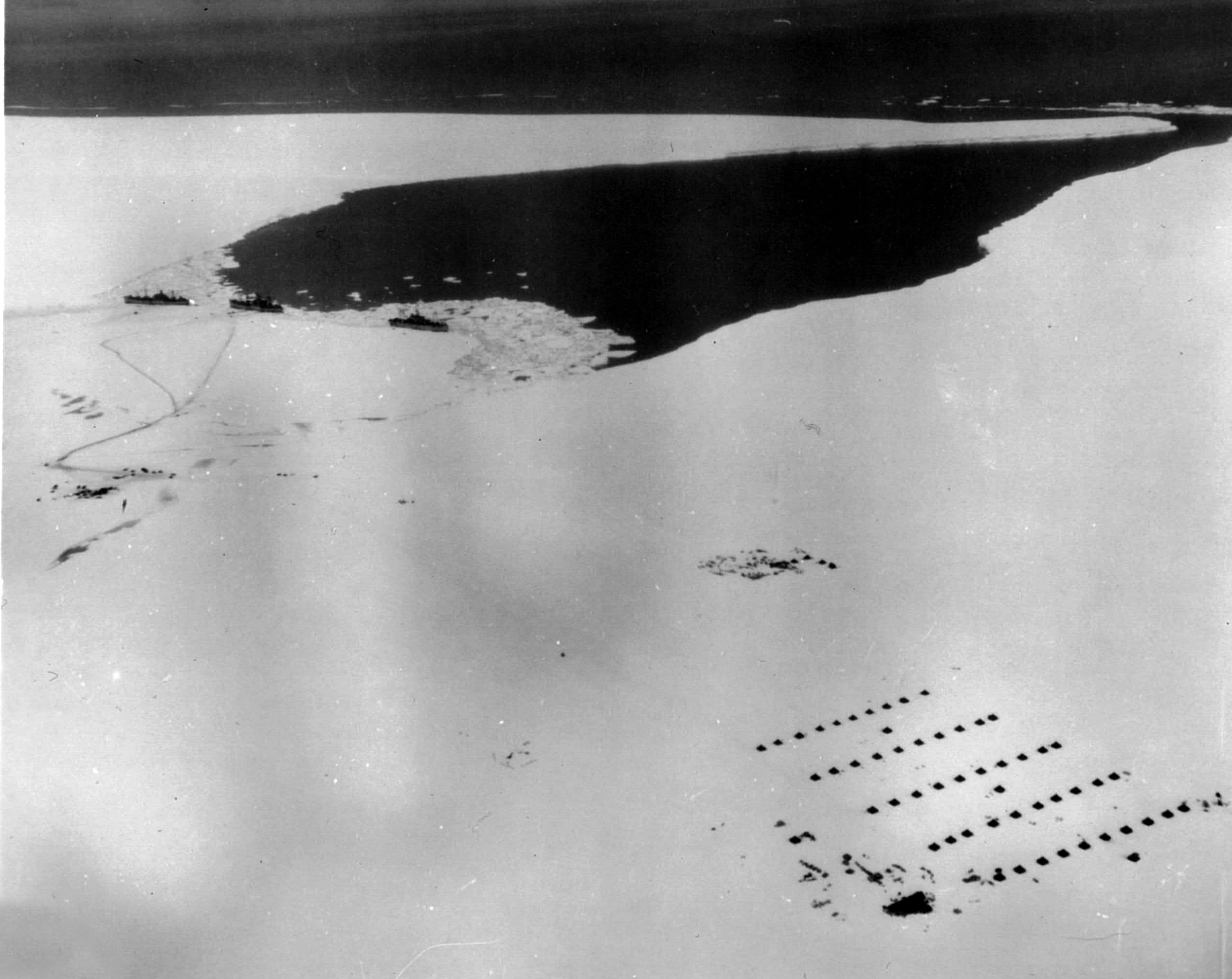
Little America IV.

Little America fue una serie de bases antárticas de exploración de Estados Unidos, ubicadas en la barrera de hielo de Ross, al sur de la bahía de las Ballenas.

## Little America I
La primera base de la serie se creó en enero de 1929 por Richard Byrd, y fue abandonada en 1930. En esta base se filmó la película With Byrd at the South Pole (1930).

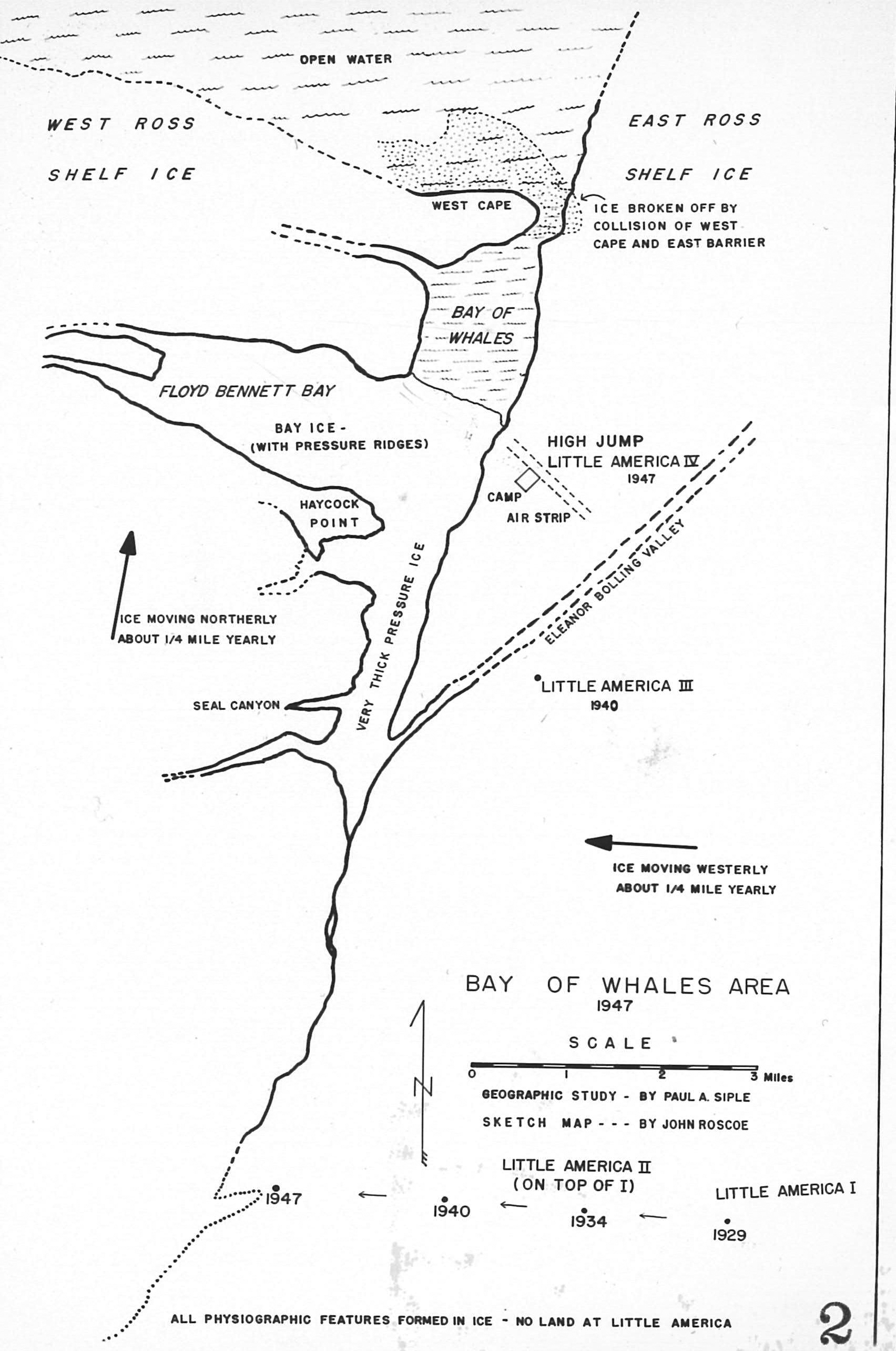
Mapa que muestra la ubicación de Little America I, II, III, y IV.

## Little America II
Little America II fue establecida en 1934 a unos 30 pies por encima del sitio de la base original, usando algunos de sus accesos por túnel. Esta base estuvo brevemente a la deriva en 1934, pero el iceberg formado se fusionó con el glaciar principal. Durante la expedición 1934–1935 muchas cartas fueron enviadas desde esta base usando una estampilla postal conmemorativa del gobierno de Estados Unidos. Little America II estableció la primera emisión de radio exitosa de la Antártida, por lo que las emisiones regulares podían ser captados por los hogares receptores de radio en los Estados Unidos, a más de 11 000 kilómetros de distancia alrededor de la curvatura de la Tierra.
En una expedición posterior a la Antártida se vieron las torres de Byrd aun en pie en esta base, incluyendo la planta de energía eólica.

## Little America III
Little America III o Base Oeste se estableció 6 millas al norte de las anteriores en la temporada 1940-1941. En 1940 se llevó a esta base el vehículo de exploración de gran tamaño Antarctic Snow Cruiser, pero fue poco usado y abandonado, siendo redescubierto en 1958 y perdido una vez más.
El sitio en donde estaba Little America III quedó a la deriva en 1963.

## Little America IV

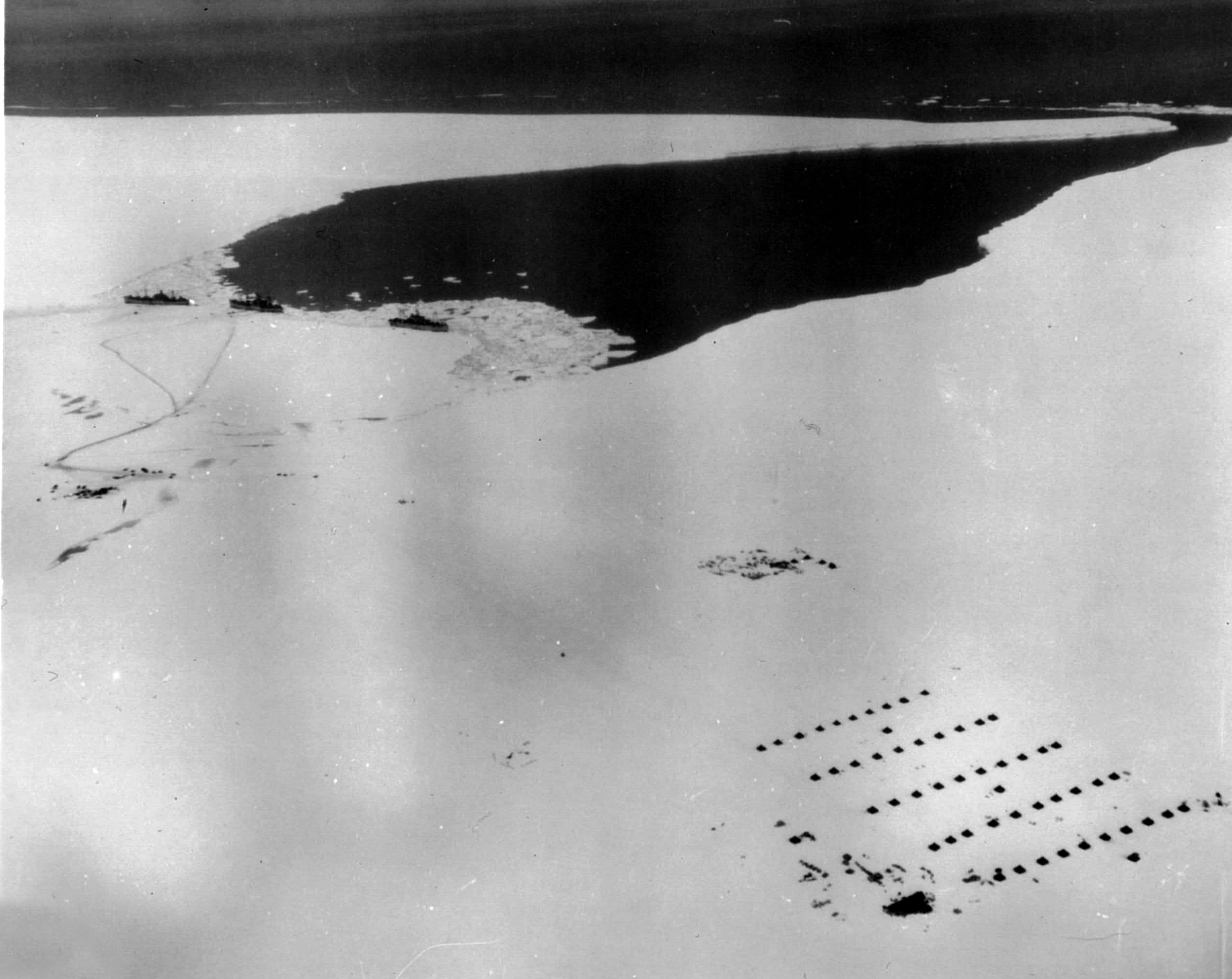
Little America IV.

Little America IV se estableció en la temporada 1946-1947.

## Little America V
Little America V se estableció en la bahía Kainan el de 3 de enero de 1956, a unas 30 millas al este de Little America IV como parte de Operación Deep Freeze.
Little America V sirvió como la base estadounidense cercana al polo sur en el programa del Año Geofísico Internacional. Little America V fue construida por la Armada de los Estados Unidos en la ventana de tres meses antes de que el invierno antártico hiciera la construcción casi imposible. Toda la base fue construida debajo de la línea de nieve en el hielo, con viviendas individuales, cuarto de generador, cafetería, y con rampas que conducían en un extremo a vehículos oruga. Este tipo de construcción significa que ninguno de los que se quedaron en Little America V tuvo que salir de la puerta en el crudo invierno al pasar de una sección a otra.
Fue cerrada en enero de 1959 y el sitio de Little America V quedó a la deriva en el mar en el Iceberg B-9 en 1987.